# 2015 en physique
Cet article présente les faits marquants de l'année 2015 en physique.

## Évènements
- 2015 est l'Année internationale de la lumière et des techniques utilisant la lumière[1].
- Le 29 mai 2015, le Petawatt Aquitaine Laser tire le faisceau laser le plus puissant au monde en atteignant 1,2 pétawatts[2].
- Le 24 octobre 2015, l'installation du laser Apollon est inaugurée dans l'extension l'Orme des Merisiers du centre CEA de Saclay. Il doit atteindre une puissance de 5 PW [3].

## Publication
- Jean C. Baudet, Histoire de la physique, Vuibert, Paris, 2015.

## Prix
- Prix Nobel de physique : 
  - Takaaki Kajita pour leur découverte sur les oscillations de neutrinos qui démontre que les neutrinos ont une masse[4].
  - Arthur B. McDonald pour leur découverte sur les oscillations de neutrinos qui démontre que les neutrinos ont une masse[4].
- Prix Wolf de physique : 
  - James Bjorken pour ses prédictions sur les collisions inélastiques qui ont mené à l'identification de constitutants élementaires des nucléons, apportant une contribution majeure dans l'élucidation de la nature de l'interaction force[5].
  - Robert Kirshner pour sa création d'un groupe de recherche, un environnement et une direction qui ont permis à ses étudiants, doctorants et postdoctorants de mesurer l'expansion de l'univers[6].
- Médaile Hughes : George Efstathiou[7]
- Prix Sakurai : George Zweig[8]
- Prix Georges-Lemaître : Anny Cazenave et Jean-Philippe Uzan[9]
- Prix ACP-CRM : Charles Gale[10],[11]
- Médaille Boas : Min Gu (en)[12]
- Médaille Brockhouse : John Page« pour son apport important et original à la compréhension des phénomènes des ondes ultrasoniques en milieux complexes »[13].

## Décès
- 16 décembre[14] : Heinz-Otto Kreiss (né en 1930), mathématicien et physicien suédois.
- 21 décembre[15] : Lucienne Divan (née en 1920), astrophysicienne française, ayant exercé sa carrière à l'Institut d'astrophysique de Paris.